# Sigismund Ulrici
Johann Sigismund Ulrici, auch Hans Sigismund Ulrici (* Ende 17. Jh., † 5. November 1758 in Torgau) war ein deutscher Baumeister und Kartograph. 

## Leben
Johann Sigismund Ulrici war ein Sohn des Arztes Johann Heinrich Ulrici (1666–1731) und von Johanna Elisabeth geb. Hermann (1674–1739). Ulrici wirkte von 1720 bis 1726 als Bannermeister und von 1733 bis 1758 als Ratsherr in Torgau. Zudem war er von 1745 bis 1752 in vier Perioden Ratsbaumeister und in drei Stadtrichter.
Verheiratet war Ulrici in erster Ehe mit der Torgauerin Anna Margaretha geb. Walther († 1744). Noch im Jahr ihres Todes ging er am 27. Oktober eine Ehe mit der Witwe Regina Elisabeth Schantz, geb. Franz ein, die ihn bis 1767 überlebte.    
Von Ulricis Wirken als Kartograf blieben mehrere Karten und Skizzen, die er in der Regel künstlerisch mit vielen kleinen Rand-Grafiken von Gebäuden u. a. verziert hat, in Museen erhalten.

## Werke
- Speculum Architekturae Militaris, oder eigentlicher Prospeckt der heutigen Befestigungskunst. Peter Schenk, Amsterdam 1708.
- Churfürstl. Sächs. Stadt und Ambt Torgau. Um 1720.
- Alleenplan für eine geplante Landschaftsgestaltung zwischen Torgau und den umliegenden königlich-kurfürstlichen Gestüten. 1725.
- Plan aller Befestigungsarten. 1730.
- Abrisse von Torgauer und Zwethauer Elbbrücken für ein größeres Kartenwerk.